# Пам'ятник медсестрі
Пам'ятник медсестрі — бронзовий пам'ятник, встановлений поруч із парком С. Жеромского в м. Колобжег, Західно-Поморського воєводства, Польща.

## Автор та місце розташування
Автор пам'ятника — вроцлавський скульптор Адольф Когел. Він був урочисто відкритий 13 липня 1980 року в курортній зоні Колобжега на вул. генерала Сікорського.
Пам'ятник встановлено на честь медсестер Другої світової війни, які брали участь у військових діях в рядах Війська Польського і які разом із Червоною Армією брали участь у боях за Померанію навесні 1945 року.

## Опис
На невисокому постаменті поміщені дві бронзові фігури — дівчина в польському військовому мундирі з санітарною сумкою з Червоним Хрестом на плечі, яка підтримує пораненого бійця. Пам'ятник спроектований таким чином, що сонячні промені ніколи не висвітлюють обличчя дівчини, підкреслюючи таким чином суворий образ перенесених випробувань героїнями війни.
У вересні 2015 року були проведені роботи з реконструкції постаменту пам'ятника — причиною стало обсипання бетонних та гранітних елементів.

## Прототип
Пам'ятник споруджено саме у Колобжегу невипадково. Прототипом для головної фігури пам'ятника стала звичайна медсестра польської армії Евеліна Новак, котра загинула в боях за Колобжег у березні 1945 року, коли намагалася на полі бою врятувати пораненого солдата та була смертельно поранена німецьким снайпером. Її поховання, з усіма військовими почестями, відбулося 15 березня 1945 року біля місця загибелі. Уже після закінчення війни тіло Евеліни Новак було ексгумоване та перенесене на військове кладовище в Колобжегу — Зеленеві, де поховані солдати, загиблі у битві під Колобжегом.